# Are You Entertained
"Are You Entertained" é uma canção do rapper norte-americano Russ com o músico inglês Ed Sheeran. Foi lançada como um single pela Asylum Records e pela Diemon a 22 de Julho de 2022. A música foi produzida exclusivamente por Fred, que co-escreveu a música com os artistas.
Russ conheceu Sheeran em um restaurante chamado Carbone uma vez, e eles conversaram enquanto comiam macarrão e bebiam vinho, o que levou à colaboração.

## Vídeo musical
O videoclipe da música foi lançado a 22 de Julho de 2022. Depois do realizador Jamal Edwards ter morrido no dia anterior à gravação do vídeo, Jake Nava acabaou por assumir esta responsabilidade. Os dois artistas prestam homenagem a Edwards. Russ chega à cidade natal de Sheeran, no Reino Unido, em um jato particular e este o pega quando saem para comemorar seus sucessos.

## Desempenho nas tabelas musicais
Tabelas semanais
| País — Tabela musical (2022)                       | Posição de pico |
| -------------------------------------------------- | --------------- |
| Argentina — Hot 100 (Billboard)                    | 97              |
| Austrália — Top 100 Singles (ARIA Charts)          | 45              |
| Canadá — Hot 100 (Billboard)                       | 41              |
| República Checa — Rádio Top 100 (FIIF)             | 61              |
| Mundo — Global 200 (Billboard)                     | 69              |
| Hungria — Stream Top 40 (MAHASZ)                   | 35              |
| Irlanda — Singles Top 50 (IRMA)                    | 43              |
| Lituânia — Top 100 (AGATA)                         | 83              |
| Países Baixos — Single Top 100 (MegaCharts)        | 79              |
| Nova Zelândia — Top 40 Singles (RMNZ)              | 20              |
| Eslováquia — Singles Digital - Top 100 (FIIF)      | 42              |
| África do Sul — Singles Chart (RISA)               | 71              |
| Suécia — Top Singles Top 100 (Sverigetopplistan)   | 52              |
| Suíça — Top Singles Top 75 (Schweizer Hitparade)   | 36              |
| Reino Unido — Official Singles Chart Top 100 (OCC) | 47              |
| Estados Unidos — Billboard Hot 100                 | 97              |
| Estados Unidos — Hot R&B/Hip-Hop Songs (Billboard) | 26              |